# Tek War – Krieger der Zukunft
Tek War – Krieger der Zukunft (Originaltitel: TekWar) ist eine 22-teilige US-amerikanisch-kanadische Science-Fiction-Fernsehserie aus den Jahren 1994 bis 1996, die auf den Tek-Romanen von Ron Goulart und William Shatner basiert. Hauptfigur der Geschichte, die im Jahr 2045 spielt, ist Jake Cardigan, ein Ex-Polizist und Privatdetektiv in Diensten der Hightech-Sicherheitsagentur Cosmos.
William Shatner war auch Produzent der Serie und spielte die Rolle des Walter Bascom (den Chef der Sicherheitsagentur Cosmos).

## Handlung
Im Jahr 2045 geht eine große Gefahr von der Computerdroge Tek aus. Sie könnte als Virus betrachtet werden, der per Headset synthetische Handlungen direkt ins Gehirn einspielt. Einmal in diese Fantasiewelt versetzt ist es den Süchtigen, wie bei den heutigen konventionellen Drogen, fast unmöglich ihrem Einfluss zu entkommen.
Böse Mächte, die Teklords, kontrollieren die Herstellung und Verteilung von Tek. Selbst die Regierungen der Welt drohen von Tek in den Bann gezogen zu werden oder sind bereits korrupt.
TekWar beginnt damit, dass der Polizist Jake Cardigan nach 4 Jahren aus der Kältekammer, dem Gefängnis der Zukunft, entlassen wird. Er wurde auf Grund der Einnahme von Tek, einer Cyberdroge, zu einer 15-jährigen Haftstrafe verurteilt. Da er bei der Polizei rausgeworfen wurde, macht ihm sein Ex-Partner Sid Gomez ein Angebot, bei der Firma Cosmos als Detektiv zu arbeiten, um unter anderem auch seine Unschuld beweisen zu können und seinen Kampf gegen Tek weiterführen zu können. Kopf der Cosmos Sicherheitsagentur ist der mysteriöse Walter Bascom, der weltweite Verbindungen und große Macht zu haben scheint.
Gemeinsam mit Nika, Cowgirl, Spaz und Sam Houston, die nach Sids Tod Jakes neue Partnerin wird, zieht Jake in den Kampf gegen das Verbrechen. Aber es gibt auch Gegner: Shelley Grout von der Regierung und der androide Polizist Lieutenant Winger sind auf Jake angesetzt.

## Entstehung und Produktion
TekWar basiert auf der Reihe von William Shatners Tek-Büchern. Die ursprüngliche Idee für die Bücher hatte Shatner in den 1980er Jahren. Er sagte: „Am Anfang plante ich TekWar als Drehbuch mit mir als Hauptdarsteller. Ich hatte die Idee, T. J. Hooker in eine futuristische Umgebung zu transportieren.“ Aber es dauerte bis zum Streik der Writers Guild of America 1988, der die Produktion von Star Trek V: Am Rande des Universums lahmlegte, dass er die Zeit zum Schreiben fand.
Während die Bücher und später die Fernsehserie demselben Handlungsstrang folgen, hätte die Transformation der Geschichte 200 Jahre in die Zukunft jegliche Film- oder Fernsehadaption fast scheitern lassen. Als Shatner an Sender und Studios herantrat, um die Idee seines TekWar Projektes anzupreisen, wurde ihm mitgeteilt, dass die Produktion zu teuer werden würde. Marvel Comics kam schließlich auf Shatner mit der Idee zu, eine Serie von TekWar Comics herauszubringen. William Shatner verkaufte die Rechte an Marvel unter der Auflage, dass die Geschichte nur 50 Jahre in die Zukunft verlegt wird.
Nach dem ersten TekWar Comic kamen Studios mit dem Interesse an einem Film auf Shatner zu. Shatners eigenes Produktionsunternehmen, Lemli Productions, schloss einen Vertrag mit Atlantis Films. Kurz darauf wurde Stephen Roloff engagiert, die Serie für das Fernsehen zu entwickeln.
Shatner begann das Projekt nochmals zu überdenken als beide Filmstudios darauf drängten, aus Marketinggründen dem Titel seinen Namen beizufügen. Er dachte: „Wie wird es aufgenommen? Wenn es ein Flop wird, ist es schrecklich, weil mein Name mitten drin steht. Tatsächlich bewarben sie den Film mit William Shatner's TekWar. Mein Gott, diese Verantwortung!“
Universal und Atlantis gaben grünes Licht für die Produktion von vier zweistündigen TV Filmen als erste Staffel der Serie. Bei Erfolg sollte eine einstündige Serie zur Ausstrahlung in Kanada und den USA in Auftrag gegeben werden. Gedreht wurde in den Cinevillage Studios in Toronto, Kanada und an Orten in Toronto, einschließlich Eaton Centre und Ontario Place.

## Episoden
Es wurden insgesamt 22 Episoden der Fernsehserie gedreht. Bei den ersten vier Folgen handelt es sich um Langfassungen mit 90 Minuten Länge. Diese werden in einigen Verzeichnissen wie der IMDb oder dem Filmlexikon LdIF nicht als Teil der Serie, sondern als eigenständige Filme geführt. In anderen Auflistungen werden die ersten vier Episoden als erste Staffel und die folgenden 18 Episoden als zweite Staffel ausgewiesen.
| Staffel | Episodenanzahl | Erstausstrahlung USA | Erstausstrahlung USA | Erstausstrahlung Kanada | Erstausstrahlung Kanada | Deutschsprachige Erstausstrahlung | Deutschsprachige Erstausstrahlung |
| Staffel | Episodenanzahl | Staffelpremiere      | Staffelfinale        | Staffelpremiere         | Staffelfinale           | Staffelpremiere                   | Staffelfinale                     |
| ------- | -------------- | -------------------- | -------------------- | ----------------------- | ----------------------- | --------------------------------- | --------------------------------- |
| 1       | 4              | 17. Januar 1994      | 9. Mai 1994          | 25. Januar 1994         | 19. Mai 1994            | 24. September 1994                | 3. Dezember 1994                  |
| 2       | 18             | 7. Februar 1995      | 10. Februar 1996     | 22. Dezember 1994       | 9. Februar 1996         | April 1998                        | August 1998                       |

## Rezeption

### Kritik
TekWar erhielt sehr durchwachsene Kritiken. Während Optik und visuelle Effekt positiv kommentiert wurden, fiel die Kritik über Handlung und Ideen größtenteils negativ aus.

„Niemand wird William Shatners TekWar mit ernsthafter Science-Fiction in Verbindung bringen. Wenn Greg Evigan, ein in Ungnade gefallener Ex-Polizist, sich mit einem anderen, schwarzen, Ex-Polizisten und einem weiblichen Androiden zusammen tut, ist das wie The Mod Squad trifft  Wild Palms.“

„Das ist im Grunde genommen eine durchschnittliche Cop-Geschichte in einer Post-20. Jahrhundert-Umgebung: Dumpf-Bladerunner (original: Dullbladerunner). In dieser Vision der Zukunft kann dein Haus mit genügend künstlicher Intelligenz vollgestopft sein, um dir mitzuteilen wann deine Frau das Haus für Besorgungen verlässt, aber die Gesellschaft hat noch immer kein Heilmittel gegen das Verbrechen gefunden: In diesem Hexenkessel gibt es eine Menge mieser und schlecht rasierter Gangster.“

### Auszeichnungen (Auswahl)
- 1994: Nominierung für den Emmy-Award in der Kategorie Outstanding Individual Achievement in Graphic Design and Title Sequences
- 1995: Nominierung für den Saturn Award für den Film TekWar: Kampf um die verlorene Vergangenheit
- 1996: Auszeichnung mit dem Gemini Award für die besten Spezialeffekte.